# Vòng loại giải vô địch bóng đá trong nhà châu Á 2007
Vòng loại giải vô địch bóng đá trong nhà châu Á 2007 đã được tổ chức vào tháng 3 năm 2007 để xác định 4 suất vé đến giải đấu chung kết ở Nhật Bản. 11 đội tuyển hàng đầu của giải vô địch bóng đá trong nhà châu Á 2006, và quốc gia chủ nhà cho giải thi đấu năm 2007, nhận được tự động gộp mặt đến trận chung kết.

## Các bảng

### Bảng A
| Đội               | Tr | T | H | B | BT | BB | HS  | Đ |
| ----------------- | -- | - | - | - | -- | -- | --- | - |
| Liban             | 3  | 2 | 1 | 0 | 23 | 4  | +19 | 7 |
| Philippines       | 3  | 2 | 0 | 1 | 11 | 12 | −1  | 6 |
| Đài Bắc Trung Hoa | 3  | 1 | 1 | 1 | 9  | 6  | +3  | 4 |
| Maldives          | 3  | 0 | 0 | 3 | 4  | 25 | −21 | 0 |

| Liban                                                                | 8 – 2 | Philippines                  |
| -------------------------------------------------------------------- | ----- | ---------------------------- |
| Takaji 3', 29' · Abou-Chaaya 4', 29' · Atwi 7', 7', 21' · Kawsan 32' |       | Ocampo 24' · Nejadsafavi 40' |

| Đài Bắc Trung Hoa                                                                                             | 6 – 1 | Maldives     |
| --- | ----- | ------------ |
| Tseng Tai-lin 14' · Chang Fu-hsiang 17' · Fang Ching-jen 34', 34' · Chen Chun-chieh 35' · Tsai Chih-chieh 35' |       | V. Ahmed 22' |

| Maldives  | 1 – 14 | Liban |
| --------- | ------ | --- |
| Adeel 28' |        | Abou-Chaaya 5' · Atwi 6', 21', 37' · Itani 9', 10', 14' · Said 16', 40' · Takaji 22' · H. Hammoud 28', 29', 32' · Abou Taam 38' |

| Philippines                | 4 – 2 | Đài Bắc Trung Hoa                         |
| -------------------------- | ----- | ----------------------------------------- |
| Zerrudo 14', 30', 31', 33' |       | Chang Fu-hsiang 25' · Wang Chih-sheng 28' |

| Maldives                        | 2 – 5 | Philippines                                      |
| ------------------------------- | ----- | ------------------------------------------------ |
| N. Abdulla 35' · M. Mohamed 39' |       | Go 15' · Zerrudo 16', 22', 37' · Nejadsafavi 31' |

| Liban           | 1 – 1 | Đài Bắc Trung Hoa |
| --------------- | ----- | ----------------- |
| Abou-Chaaya 20' |       | Tseng Tai-lin 15' |

### Bảng B
| Đội       | Tr | T | H | B | BT | BB | HS  | Đ |
| --------- | -- | - | - | - | -- | -- | --- | - |
| Iraq      | 3  | 3 | 0 | 0 | 34 | 7  | +27 | 9 |
| Hàn Quốc  | 3  | 2 | 0 | 1 | 34 | 9  | +25 | 6 |
| Indonesia | 3  | 1 | 0 | 2 | 26 | 17 | +9  | 3 |
| Guam      | 3  | 0 | 0 | 3 | 4  | 65 | −61 | 0 |

| Iraq | 19 – 0 | Guam |
| --- | ------ | ---- |
| Khalil 2' · Ghazi 3', 6' · Jasim 4', 6', 10', 25', 39' · Khalid 7', 8', 17', 18', 18' · Hameed 16' · Abd-Ali 22', 31', 39' · Khalaf 24', 39' |        |      |

| Indonesia     | 1 – 6 | Hàn Quốc                                                                |
| ------------- | ----- | ----------------------------------------------------------------------- |
| Ladjanibi 38' |       | Choi Yong-sun 6', 15', 38' · Kim Jeong-nam 30' · Lee Sang-keun 36', 39' |

| Hàn Quốc                                   | 3 – 6 | Iraq                                                      |
| ------------------------------------------ | ----- | --------------------------------------------------------- |
| Kim Jeong-nam 14' · Lee Sang-keun 26', 40' |       | Jasim 10', 19', 38' · Khalid 15' · Ghazi 22' · Khalaf 25' |

| Guam                      | 2 – 21 | Indonesia |
| ------------------------- | ------ | --- |
| Gadia 3' · Pangelinan 10' |        | Handoyo 6', 15' · Matulessy 7', 7', 13', 23', 24', 39' · Suryasaputra 9', 17' · Ladjanibi 16', 17', 18', 25', 31', 39' · Syaibani 21', 30', 35' · Karmadi 27', 33' |

| Hàn Quốc | 25 – 2 | Guam                     |
| --- | ------ | ------------------------ |
| Choi Yong-sun 2', 3', 3', 7', 10', 13', 23', 27', 31', 32' · Sung Han-soo 3', 6', 9', 22', 24', 35' · Shin Han-kook 5' · Kim Jeong-nam 10', 33', 36' · Lee Sang-keun 15', 33', 39' · Merfalen 38' (l.n.) |        | Cruz 8' · Pangelinan 38' |

| Iraq                                                                            | 9 – 4 | Indonesia                                           |
| ------------------------------------------------------------------------------- | ----- | --------------------------------------------------- |
| Khalid 3' · Jasim 7', 12', 35' · Ghazi 17', 19', 34' · Abd-Ali 37' · Hameed 40' |       | Issa 6' · Matulessy 12' · Karmadi 29' · Handoyo 32' |

## Các vòng loại
| Quốc gia chủ nhà - Nhật Bản Giải đấu năm 2006 - Uzbekistan - Iran - Kyrgyzstan - Thái Lan - Trung Quốc - Úc - Tajikistan - Hồng Kông - Malaysia - Turkmenistan - Kuwait | Vòng loại - Liban - Philippines - Iraq - Hàn Quốc |